# SHŌGUN (アルバム)
『SHŌGUN』（ショーグン）は、1979年6月に発売されたSHŌGUNのアルバム。

## 概要
テレビドラマ『俺たちは天使だ!』のサウンドトラックと銘打って発売されたアルバム。実際には主題歌以外は歌自体が使われたことはないが、一部の曲はBGM用にアレンジされたものが使われている。
ライナーノーツには、堂野伴のコメントと浅野裕子による訳詞が掲載されている。

## 収録曲
| 全作詞: Casey Rankin（特記以外）、全編曲: 大谷和夫。 |                                          |                           |                        |
| #                                                    | タイトル                                 | 作詞                      | 作曲                   |
| 1.                                                   | 「Sunrise Highway」                      | Casey Rankin （特記以外） | 芳野藤丸               |
| 2.                                                   | 「Castle Walls」                         | Casey Rankin （特記以外） | 芳野藤丸               |
| 3.                                                   | 「Nina」                                 | Casey Rankin （特記以外） | 芳野藤丸、Casey Rankin |
| 4.                                                   | 「Otokotachi No Melody」(作詞：喜多條忠) | Casey Rankin （特記以外） | Casey Rankin           |

| 全作詞: Casey Rankin、全編曲: 大谷和夫。 |                           |              |                        |
| #                                        | タイトル                  | 作詞         | 作曲                   |
| 5.                                       | 「You Turn Me On」        | Casey Rankin | 芳野藤丸               |
| 6.                                       | 「Silently She Said」     | Casey Rankin | 芳野藤丸               |
| 7.                                       | 「Feeling Glad All Over」 | Casey Rankin | 芳野藤丸、Casey Rankin |
| 8.                                       | 「Saturday Cyclone」      | Casey Rankin | Casey Rankin           |

## 曲解説
1. Sunrise Highway
2. Castle Walls
アレンジ曲がドラマに使用されている。
3. Nina
4. Otokotachi No Melody
デビュー曲であり、ドラマの主題歌でもある。シングルでは「男達のメロディー」と表記されている。第1期SHOGUNが発表した日本語詞の楽曲では唯一オリジナルアルバムに収録された曲。
アレンジ曲も作られ、ドラマに使用されている。
5. You Turn Me On
6. Silently She Said
アレンジ曲がドラマに使用されている。
7. Feeling Glad All Over
8. Saturday Cyclone
デビューシングルのB面。シングルでは「サタデー・サイクロン」と表記されている。
アレンジ曲がドラマに使用されている。